# 迓驾镇
迓驾镇，是中华人民共和国贵州省铜仁市松桃苗族自治县下辖的一个乡镇级行政单位。

## 行政区划
迓驾镇下辖以下地区：
迓驾村、马安村、坝德村、达车村、龙里村、青山村、十里村、牛角村、冷水村、石头村、碗森村、岑洞村、洞口村、柳桐村、张坝村和新寨村。